# Sean Youngová
Sean Youngová (* 20. listopadu 1959) je americká herečka, která se stala známou v 80. letech díky rolím v hollywoodských filmech Blade Runner (1982), Duna (1984) a Bez východiska (1987).

## Osobní život

### Mládí
Narodila se jako Mary Sean Young v kentuckém Louisville do rodiny scenáristky, tiskové mluvčí a novinářky Lee Guthrieové a televizního producenta a novináře novináře Donalda Younga. Navštěvovala ohioskou střední školu Cleveland Heights High School v Cleveland Heights, z níž přestoupila na Interlochen Arts Academy v michiganském Interlochenu, kde maturovala. Studovala také baletní školu v New Yorku. Předtím než se vydala na hereckou dráhu pracovala jako modelka a tanečnice.

### Herectví
Debutovým filmem se stal roku 1980 Jane Austen in Manhattan. Následovala vedlejší postava ve snímku Lampasy. První výraznou rolí se stala Rachael ve futuristickém sci-fi Blade Runner (1982), kde si zahrála po boku Harrisona Forda. Poté získala menší příležitost v dramatu z prostředí byznysu Wall Street (1987), kde se objevila jako manželka Michaela Douglase. Původně měla její postava dostat větší prostor, ale po osobních sporech s režisérem Oliverem Stonem byla role zredukována.
Další výraznou postavou byla milenka amerického ministra obrany a současně kapitána v politickém thrilleru Bez východiska (1987) odehrávajícím se v Pentagonu, kde si zahrála po boku Kevina Costnera a Gena Hackmana.
V roce 1989 byla obsazena do role Vicki Valeové v úspěšném snímku Tima Burtona Batman. Během zkoušek si však zlomila ruku při pádu z koně a musela být přeobsazena Kim Basingerovou. Po neúspěšném konkursu zahrát si postavu Catwoman v pokračování série Batman se vrací (1992), kterou nakonec získala Michelle Pfeifferová, se doma rozhodla vyrobit vlastní catsuit a během natáčení v něm navštívit režiséra Burtona a herce Michael Keatona .
V roce 1997 si zopakovala roli ve videohře Blade Runner, v níž byl její obličej naskenován v trojrozměrném zobrazení. Od nového milénia se objevila v řadě nezávislých snímků a jako host v několika televizních seriálech.

### Soukromý život
V roce 1990 se provdala za Roberta Lujana, se kterým má dvě děti Rio Kellyho a Quinn Lee. V roce 2002 se pár rozvedl.
V lednu 2008 dobrovolně nastoupila odvykací kúru ze závislosti na alkoholu poté, co iniciovala skandál na předávání režisérských cen Directors Guild of America v Los Angeles. Na slavnostním večeru byla vyvedena ze sálu, když opakovaně ironicky tleskala do proslovu režiséra Juliana Schnabela stojícího na jevišti.

## Filmografie
| Rok  | Film                                               | Role                          |
| ---- | -------------------------------------------------- | ----------------------------- |
| 1980 | Jane Austen in Manhattan                           | Ariadne Charlton              |
| 1981 | Lampasy                                            | Louise Cooper                 |
| 1982 | Blade Runner                                       | Rachael                       |
| 1982 | Lékařská akademie                                  | Dr. Stephanie Brody           |
| 1984 | Duna                                               | Chani                         |
| 1985 | Africká legenda                                    | Susan Matthews-Loomis         |
| 1985 | Tender Is the Night                                | Rosemary Hoyt                 |
| 1986 | Krev a orchideje                                   | Leonore Bergman               |
| 1986 | Under the Biltmore Clock                           | Myra Harper                   |
| 1987 | Bez východiska                                     | Susan Atwell                  |
| 1987 | Wall Street                                        | Kate Gekko                    |
| 1988 | Povzbuzení                                         | Linda Brown                   |
| 1989 | Příbuzní                                           | Tish Kozinski                 |
| 1990 | Ohnivá eskadra                                     | Billie Lee Guthrie            |
| 1991 | Polibek před smrtí                                 | Dorothy Carlsson              |
| 1992 | Forever                                            | Mary Miles Minter             |
| 1992 | Zločiny lásky                                      | Dana Greenway                 |
| 1992 | Byl jednou jeden zločin                            | Phoebe                        |
| 1992 | Skica smrti                                        | Rayanne Whitfield             |
| 1992 | Modrý led                                          | Stacy Mansdorf                |
| 1993 | Hold Me, Thrill Me, Kiss Me                        | Twinkle                       |
| 1993 | I na kovbojky občas padne smutek                   | Marie Barth                   |
| 1993 | Fatální instinkt                                   | Lola Cain                     |
| 1994 | Bolt – pes pro každý případ                        | Patty Deerheart               |
| 1994 | Ace Ventura: Zvířecí detektiv                      | Lt. Lois Einhorn / Ray Finkle |
| 1994 | Witness to the Execution                           | Jessica Traynor               |
| 1994 | Model by Day                                       | Mercedes                      |
| 1995 | Mirage                                             | Jennifer Gale                 |
| 1995 | Dr. Jekyll a slečna Hyde                           | Helen Hyde                    |
| 1996 | Tvář vraha                                         | Gwen McGerrall                |
| 1996 | Vzpomínky na Paříž                                 | Virginia Kelly                |
| 1996 | Všechno za život                                   | Mallory Ashton Jordan Keswick |
| 1997 | Exception to the Rule                              | Angela Bayer                  |
| 1997 | The Invader                                        | Annie Neilsen                 |
| 1997 | Men                                                | Stella James                  |
| 1997 | A Dog of Flanders                                  | Sister Alois                  |
| 1998 | The Cowboy and the Movie Star                      | Sean Livingston               |
| 1998 | Out of Control                                     | Lena                          |
| 1999 | Motel Blue                                         | Lana Hawking                  |
| 2000 | Bolestivé tajemství                                | Joyce Cottrell                |
| 2000 | Poor White Trash                                   | Linda Bronco                  |
| 2000 | The Amati Girls                                    | Christine                     |
| 2001 | Lincolnská střední                                 | Mrs. Hill                     |
| 2001 | Divoké dítě                                        | Dr. Judy Bingham              |
| 2001 | Svůdná zlodějka                                    | Claire Sherwood               |
| 2002 | Nepříjemná dohra                                   | Rachel Anderson               |
| 2002 | The House Next Door                                | Monica                        |
| 2002 | Threat of Exposure                                 | Dr. Daryl Sheleigh            |
| 2003 | Kingpin                                            | Lorelei Klein                 |
| 2003 | Zločiny podle Mary Higgins Clark: Než se rozloučím | Nell MacDermott Cauliff       |
| 2003 | 1st to Die                                         | Joanna Wade                   |
| 2003 | Měsíční záliv                                      | Sandy Bateman                 |
| 2004 | Přítel vrahem                                      | Rebecca 'Becky' Terrill       |
| 2004 | Until the Night                                    | Cosma                         |
| 2005 | Ghosts Never Sleep                                 | Rebecca                       |
| 2005 | Home for the Holidays                              | Martha McCarthy               |
| 2005 | Headspace                                          | Mother                        |
| 2005 | Ten třetí je navíc                                 | Ann Rutka                     |
| 2006 | The Drop                                           | Ivy                           |
| 2006 | The Garden                                         | Miss Grace Chapman            |
| 2006 | Living the Dream                                   | Brenda                        |
| 2006 | A Job to Kill For                                  | Jennifer Kamplan              |
| 2007 | Jesse Stone: Radikální změna                       | Sybil Martin                  |
| 2008 | Muž, který měl zemřít                              | Kate                          |
| 2008 | Parasomnie                                         | Madeline Volpe                |
| 2008 | Haunted Echoes                                     | Laura                         |
| 2012 | Attack of the 50 Foot Cheerleader                  | Brenda Stratford              |
| 2013 | Jug Face                                           | Loriss                        |
| 2013 | Star Trek: Renegades                               | Dr. Lucien                    |
| 2015 | Bone Tomahawk                                      | Mrs. Porter                   |